# Dansk Normalnul
Dansk Normal Nul, DNN, angiver havoverfladens gennemsnitlige niveau i Danmark. Det er nulpunkt for angivelse af koten for bestemte terrænpunkter, eksempelvis koten for en søbred. For eksempel er vandspejlskoten for Furesø 20,5 meter over DNN.
DNN er i dag erstattet af Dansk Vertikal Reference 1990, DVR90.

## Dansk Normalnul GradMåling, DNNGM
I årene 1885-1905 gennemførte Den danske Gradmaaling et præcisionsnivellement langs de vigtigste hovedveje i Danmark. Præcisionsnivellementet blev sat i forbindelse med Meteorologisk Instituts vandstandsmålere 10 steder i landet. Ud fra nivellementet og vandstandsregistreringerne fastlagde man Dansk Normalnul for Danmark, kaldet DNNGM. Niveauet er repræsenteret ved en kote til normalhøjdepunktet i Århus Domkirkes østlige ende på 5,6150 m.

## Dansk Normalnul Geodætisk Institut, DNNGI
Da Danmark vipper ved at Skagen hæver sig og Sønderjylland synker, ændres Normalnul hele tiden. Fra  1940 til 1953 foretog Geodætisk Institut derfor et nyt landsdækkende præcisionsnivellement. Dette nivellement blev ikke knyttet til vandstandsmålinger, men man valgte at fastholde Normalhøjdepunktets kote på 5,6150 m, dette præcisionsnivellement kaldes DNNGI. Dette dækker de større øer, men bruges ikke i Jylland.

## Københavns nul KN
Københavns nul, KN, er ældre end både DNNGM og DNNGI, idet det første nulniveau for København blev defineret ud fra vandstandsmålinger i perioden 1817-1832. Dette blev revideret sidst i 1977.

## Mindre øer
Lokalt på mindre øer er nulniveauet fastlagt ved hjælp af vandstandsmålinger over en kortere periode.